# Genadi Man
Genadi Man (russisch Геннадий Ман; * 22. Juni 1956 in Gorki, Sowjetunion) ist ein deutscher Unternehmer. Er ist Gründer des Insure-Tech-Unternehmens kasko2go sowie Gründer und früherer CEO der Man Oil Group AG. Er war zudem Gründer, Vorstands- und Aufsichtsratsvorsitzender der Telesens KSCL.

## Biographie
Genadi Man wurde als Sohn des Juweliers Mosche Man und der Industriechemikerin Ida Man geboren. Im November 1978 verließ er die Sowjetunion und kam nach Wien. Nach seinem Militärdienst in der Zahal studierte Man von 1979 bis 1981 in Israel Industriedesign und schloss sein Studium als Diplom-Designer ab.

### Karriere
Ab 1981 war Man für diverse Firmen als Industriedesigner tätig. 1994 gründete er einen deutschen Ableger des E-Commerce-Dienstleisters MindCTI, der später zu Telesens KSCL umgewandelt wurde. Von 1995 bis 2001 war er der Vorstandsvorsitzende bei dem Softwarehersteller Telesens KSCL AG in Köln und von 2001 bis 2002 Aufsichtsratsvorsitzender. Nach Venture Capital Investments in der Immobilien- und Luftfahrtbranche gründete er 2008 die Man Oil Group AG, eine Firma mit Spezialisierung auf Technologien zur großflächigen Behandlung von Ölabfällen und Ölschlämmen, bei der er bis zum 1. Juni 2016 Verwaltungsratsvorsitzender war. Im Jahr 2018 gründete Genadi Man zusammen mit seiner Ehefrau Arina Man das Schweizer Start-up kasko2go. Das Unternehmen bietet Risikobewertungslösungen für die Autobranche, bei der individuelle Prämienhöhen mit Hilfe einer KI-Lösung berechnet werden, die Fahrweise, Alter und weitere Faktoren berücksichtigen.

### Auszeichnungen
Kasko2go wurde 2019 auf dem TDI Livefest prämiert und gewann auf dem Schweizer BrokerConvent 2019 in der Kategorie «Grosse Unternehmen» den IG B2B Award für besonders innovative digitale Lösungen im Versicherungsbereich. Genadi Man zählte außerdem zu den Finalisten der World Technology Awards sowie beim Entrepreneur des Jahres 2000 und wurde im selben Jahr in die „Top 100 – Die innovativsten Unternehmen im deutschen Mittelstand“ aufgenommen.